# Pont autoroutier de Cubzac
Le Pont autoroutier de Cubzac ou Pont de Guyenne est un pont viaduc autoroutier français situé en Gironde région Nouvelle-Aquitaine permettant à l'autoroute A10 reliant Cubzac-les-Ponts à Saint-Vincent-de-Paul de franchir la Dordogne.

## Histoire
Ce pont autoroutier a été construit par l'entreprise Campenon-Bernard en 1974 et doublé en 2000.

## Caractéristiques
Le pont de 1 160 m de long, construit en béton armé en voussoirs préfabriqués, compte 17 travées.